# Гидрид титана(II)
Гидрид титана (дигидрид титана) — бинарное химическое соединение металла титана и водорода с формулой  TiH2. Гидрид титана стехиометрического состава устойчив только под давлением водорода в 1 атм. и температуре 400 °C . Содержит 4,04% водорода по массе.

## Физические свойства
Гидрид титана представляет собой серовато-чёрный порошок, хрупок. Имеет магнитную восприимчивость равную 4,58∙10−6.
Гидрид титана существует в двух кристаллических модификациях:
- тетрагональная, пространственная группа I4/mmm, с параметрами решетки a = 0,4528 нм, c = 0,4279 нм при температуре ниже 37 °C;

- кубическая гранецентрированная, пространственная группа Fm3m, с параметром решетки a = 0,4454 нм при температуре выше 37 °C[3].

## Получение
Гидрид титана можно получить одним из следующих способов.
- Непосредственным гидрированием титана:

{\displaystyle {\mathsf {Ti+H_{2}{\xrightarrow {400-500^{\circ }C}}TiH_{2}}}}
Перед процессом непосредственного насыщения титана водородом, титановую губку отжигают в вакууме при температуре 700 °C, после чего, в камеру подают водород и понижают температуру до 500 °C;
- Восстановлением соединений титана:

TiO2 + 2CaH2 = TiH2 + 2CaO + H2
Оксиды и хлориды титана можно восстанавливать кальцием, натрием, магнием, литием в среде водорода;
- Электрохимическим методом:

Насыщение титана водородом проводят при электролизе однонормального раствора H2SO4, где катодом служит титановая пластинка;
- Самораспространяющимся высокотемпературным синтезом:

Исходный металл в виде порошка или спрессованной стружки помещают в реактор, в котором создают давление водорода 0,1-0,3 МПа и производят локальный нагрев контейнера, что приводит к дальнейшему самопроизвольному горению и образованию гидридов.

## Химические свойства
Негигроскопичен и устойчив по отношению к разбавленным кислотам. Разложение гидрида титана начинается при температуре 300 °C, но дегидрирование даже при температуре 1100 °C не приводит к полному удалению водорода из титана. Глубокое вакуумирование позволяет снизить температуру дегидрирования. Тонкоизмельчённые порошки могут самовозгораться на воздухе.

## Применение
Применяемый на практике гидрид титана по существу имеет состав TiH1,8 – TiH1,99. Используется как порообразователь для изготовления пенометаллов; как источник чистого водорода; как катализатор в реакциях гидрирования органических соединений. Применяется в порошковой металлургии титана для получения активного титана, а также процесс гидрирования и дегидрирования позволяет получать мелкие порошки титана за счет значительного различия параметров кристаллической решетки гидрида и исходного металла. Гидрид титана находит применение в пиротехнике для получения белого цвета свечения. Добавляется во флюсы для пайки металла с керамикой. Используется в мощных импульсных тиратронах с водородным наполнением и оксидным катодом в составе накаливаемого генератора водорода. Максимальное использование при производстве взрывчатки большой мощности в малом объеме. 